# Jessica Walker
Jessica Layshone Walker (Houston, 9 agosto 1989) è una pallavolista statunitense.
Gioca nel ruolo di centrale nel PTPS.

## Carriera
La carriera di Jessica Walker inizia quando entra a far parte della squadra di pallavolo della Booker T. Washington High School, giocando parallelamente anche a livello di club con lo Spike Sport Club e poi il Texas Tornados. Entra in seguito a far parte della squadra della Stanford, prendendo parte alla Division I NCAA dal 2008 al 2012, saltando tuttavia la prima stagione e senza ottenere grandi risultati.
Inizia la carriera professionistica nella stagione 2013-2014 giocando nella Superliqa azera con il Telekom Baku, mentre nella stagione seguente prende parte alla Serie A1 italiana con la Robur Tiboni Urbino. Dopo un periodo di inattività, torna a giocare a Israele con lo Hapoël Kiryat Ata, disputando in seguito la Proliga Indonesiana col Jakarta Popsivo, venendo premiata come miglior attaccante del torneo. 
Nella stagione 2017-18 gioca nella Liga Siatkówki Kobiet polacca col PTPS.

## Palmarès

### Premi individuali
- 2017 - Proliga: Miglior attaccante